# Hegegemeinschaft
Eine Hegegemeinschaft ist in Deutschland ein Zusammenschluss der Jagdausübungsberechtigten mehrerer benachbarter Reviere, die eine landschaftliche Einheit bilden (§ 10a Bundesjagdgesetz). Sie hat den Sinn, Hegemaßnahmen und Abschusspläne zu koordinieren.
Hegegemeinschaften sind in der Regel privatrechtliche, freiwillige Personalvereinigungen, in einigen Bundesländern, z. B. in Hessen oder Bayern können sie auch von Amts wegen aufgrund des jeweiligen Jagdgesetzes errichtet werden. Im Landkreis Dingolfing-Landau beispielsweise gibt es (Stand seit 2014) zehn Hegegemeinschaften, zu denen die einzelnen Jagdreviere zusammengefasst sind.
Hegegemeinschaften werden gelegentlich mit Hegeringen verwechselt, die allerdings Organisationseinheiten im Deutschen Jagdverband darstellen.